# Firman Abdul Kholik

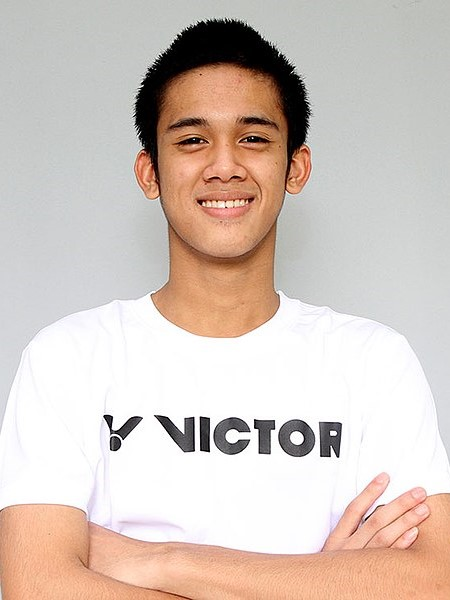
Firman Abdul Kholik, 2019

Firman Abdul Kholik (* 11. August 1997 in Banjar) ist ein indonesischer Badmintonspieler.

## Karriere
Firman Abdul Kholik nahm 2014 an den Badminton-Juniorenweltmeisterschaften teil. Bei den Erwachsenen siegte er im gleichen Jahr bei den Bahrain International Challenge 2014. Beim Indonesia Open Grand Prix Gold 2014 belegte er Rang zwei in der gleichen Disziplin, während er bei den Macau Open 2014 schon in der ersten Runde ausschied. 2015 gewann er dafür die Vietnam International.